# Éli Lotar
Éli Lotar (30 de enero de 1905 - 10 de mayo de 1969) fue un fotógrafo y cineasta francés que participó en el movimiento surrealista.
Hijo del poeta Tudor Arghezi realizó estudios de derecho en Bucarest hasta que en 1924 decidió trasladarse a vivir a París al estar más interesado en el cine, con 21 años decidió adoptar la nacionalidad francesa. Comenzó sus estudios de fotografía con Germaine Krull que se convertiría en su pareja y tras su decisión de dedicarse a la fotografía junto a Krull inició sus colaboraciones en revistas como Jazz, Varietés, Bifur o Documents. También realizó numerosas exposiciones con André Kertész y dirigió sus intereses hacia el surrealismo. Una de sus obras más conocidas ilustra la palabra Abattoir en la revista diccionario Documents de Georges Bataille y la realizó en 1929. Entre 1930 y 1932 compartió un estudio fotográfico con Jacques-André Boiffard pero lo abandonó al no desear continuar con el retrato.
Al mismo tiempo se puso en contacto con los directores de cine que se reunían en París entre los que se encontraban Alberto Cavalcanti, René Clair, Luis Buñuel, Antonin Artaud y Roger Vitrac. En 1933 colaboró con Luis Buñuel en la película documental Las Hurdes, tierra sin pan encargándose de la fotografía de la misma. También colaboró con Jean Renoir en Une partie de campagne como fotógrafo del rodaje, con Jacques Prévert en L'affaire est dans le sac y con Marc Allégret en el documental Aubervilliers en 1946. En los últimos años de su vida fue amigo de Alberto Giacometti que le hizo varios bustos.